# Islington (quartier)
Pour les articles homonymes, voir Islington.
Islington (/ɪzlɪŋtən/) est un quartier du Grand Londres, en Angleterre qui fait partie du borough d'Islington.
Islington est essentiellement un quartier résidentiel de l'Inner London.

## Histoire
Lénine, George Orwell et Karl Marx ont vécu dans le quartier.
La première manifestation d’activistes pour les droits des homosexuels eut lieu en 1970 à l’est du borough, sur Highbury Fields. En 1983, l’élection de Jeremy Corbyn à Islington North coïncidait avec la victoire à Islington South de Chris Smith, un autre travailliste, premier député à faire son coming out. 
Carole Russell, du Parti vert, déclara en 2019 que le borough avait toujours été un lieu où « les gens qui veulent une société plus équitable » choisissaient de vivre.

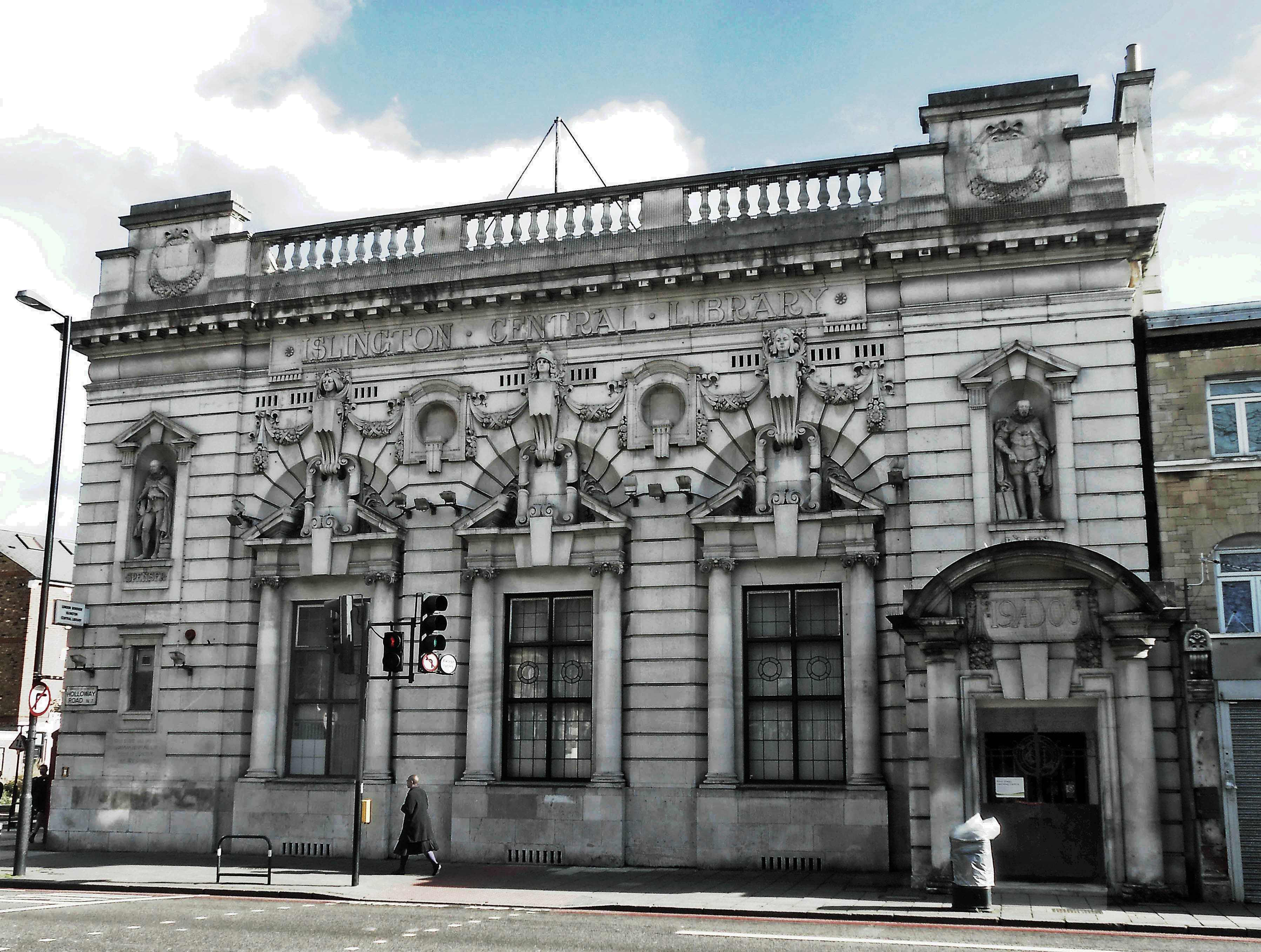
Bibliothèque centrale d'Islington.
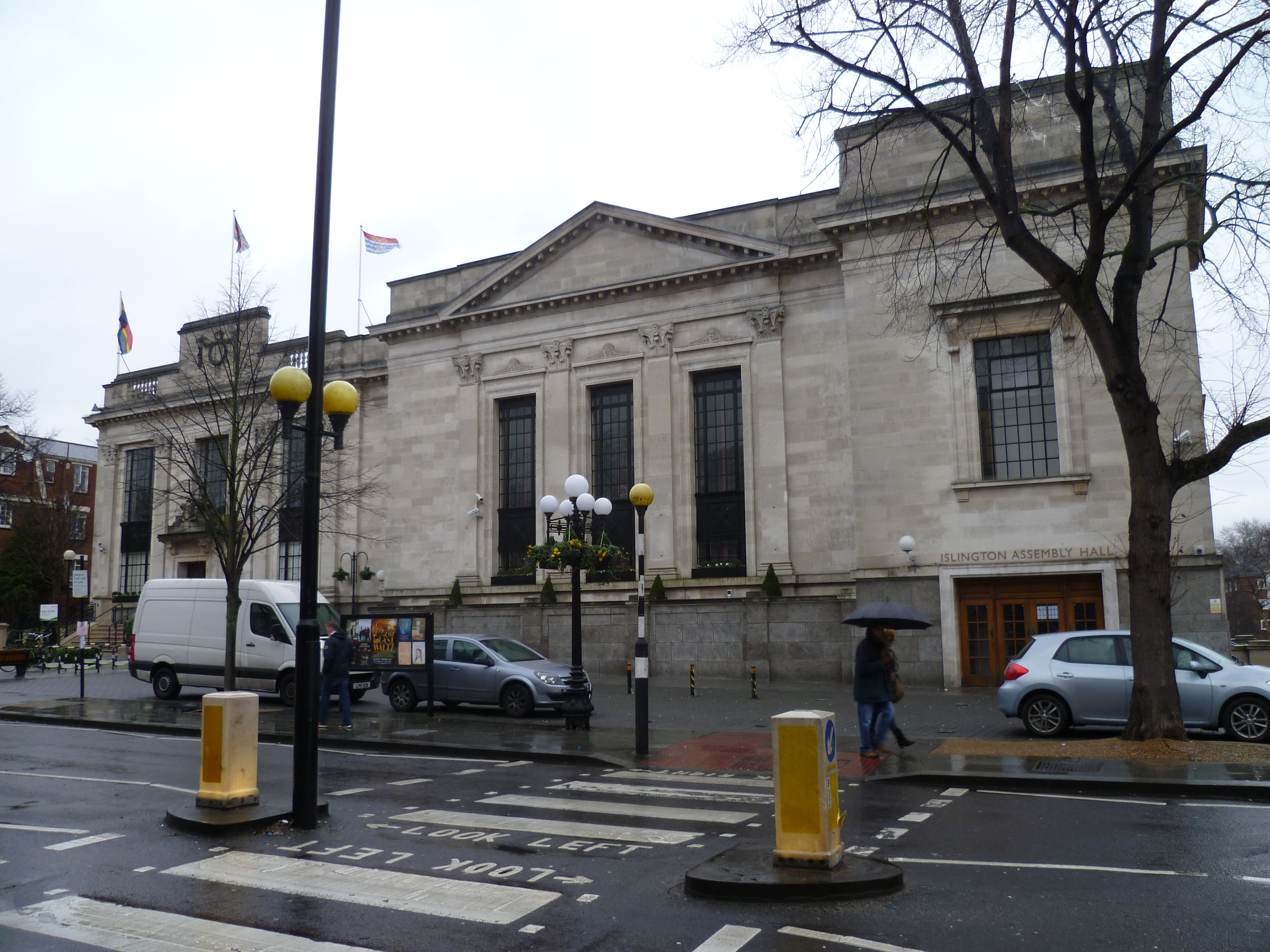
Islington Assembly Hall.
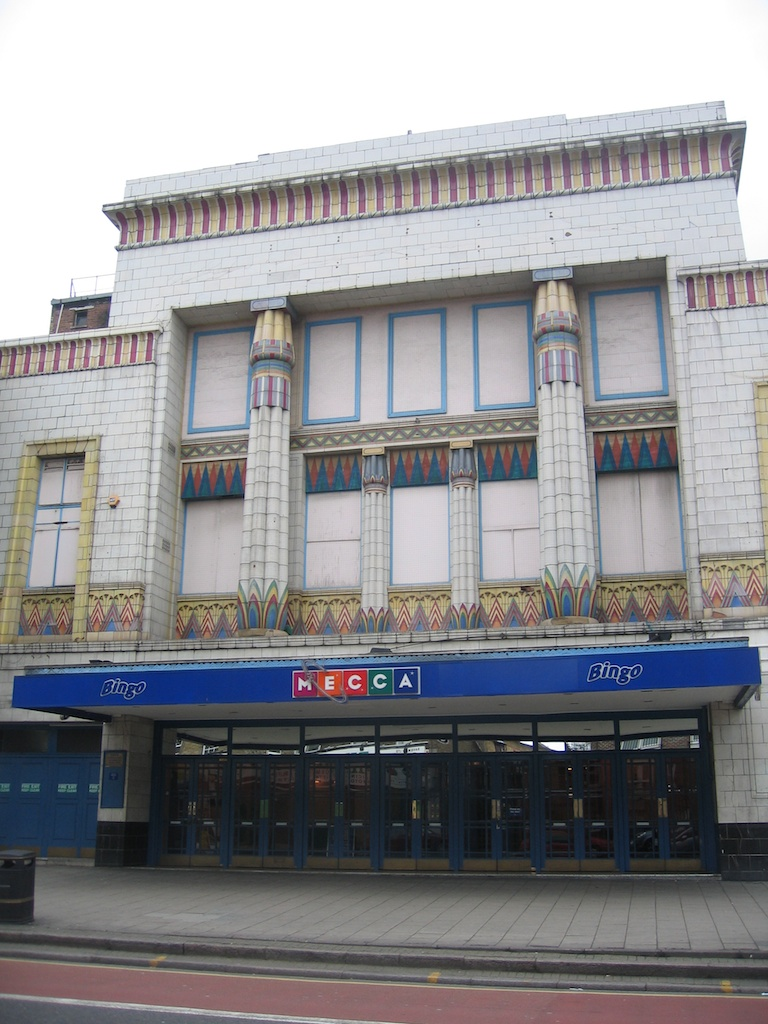
L'ancien Carlton Cinema.

## Personnalités
- Samuel Finer (1915-1993), politologue, y est né.
- Mark Francois (° 1965), député et ministre, y est né.
- William Hawes (1736-1808), pharmacien et philanthrope, y est né.
- Adewale Akinnuoye-Agbaje, (° 1967), mannequin puis acteur d'origine nigériane, y est né.
- Sadie Frost (° 1965), actrice et ex de l'acteur Jude Law, y est née.
- Emily Watson (° 1967), actrice, y est née.